# 1966 год в театре
1966 год в театре

## Знаменательные события
Игорем Моисеевым создан хореографический концертный ансамбль «Молодой балет», ныне — театр классического балета Н. Касаткиной и В. Василёва.

## Персоналии

### Родились
- 2 января — Ольга Леонидовна Пашкова — актриса театра и кино, народная артистка России.
  - Олег Видеман — оперный певец, солист Новосибирского Оперного Театра, Заслуженный артист Российской Федерации
- 13 января — Ирина Апексимова, российская актриса театра и кино.
- 23 февраля — Екатерина Геннадьевна Гранитова-Лавровская, советская и российская актриса, театральный педагог.
- 31 марта — Наталья Юрьевна Воробьёва, советская и российская актриса театра и кино.
- 15 апреля — Сергей Пускепалис, советский и российский актёр театра и кино, театральный режиссёр, заслуженный артист России, главный режиссёр Магнитогорского театра драмы им. А. С. Пушкина.
- 21 апреля — Олег Николаевич Кныш, советский и российский актёр театра и кино.
- 23 мая — Алиса Игоревна Зыкина, советская и российская актриса театра и кино.
- 29 ноября — Евгений Витальевич Миронов, российский актёр театра и кино, народный артист России, лауреат Государственной премии РФ.

### Скончались
- 18 января — Гнат Петрович Юра, украинский советский театральный режиссёр, актёр театра и кино, народный артист СССР (1940).
- 26 января — Николай Дмитриевич Мордвинов, советский актёр, народный артист СССР (1949).
- 5 февраля — Николай Михайлович Новлянский, российский и советский актёр театра и кино.
- 3 апреля — Мария Ивановна Литвиненко-Вольгемут, советская украинская оперная певица (лирико-драматическое сопрано), педагог, народная артистка СССР (1936).
- 4 мая — Войцех Бридзиньский, польский актёр театра, кино и радио, режиссёр. Лауреат Государственной премии ПНР первой степени (1951).
- 2 июня — Невена Буюклиева, народная артистка Болгарии.
- 1 августа — Леонид Сергеевич Вивьен, российский и советский актёр, режиссёр, театральный педагог, лауреат Сталинской премии (1951), народный артист СССР (1954).
- 4 сентября — Мартин Штернер (швед. Martin Sterner) (род. 1887), шведский актёр и режиссёр.
- 14 сентября — Николай Константинович Черкасов, советский актёр театра и кино, народный артист СССР.
- 10 сентября — Хелми Линделёф, финская актриса.